# Éthiopie aux Jeux olympiques d'été de 2016
L'Éthiopie participe aux Jeux olympiques d'été de 2016 à Rio de Janeiro au Brésil du 5 au 21 août 2016. Il s'agit de sa 13e participation à des Jeux d'été.

## Médaillés
| Sport                   | Discipline      | Athlète(s)      | Performance | Date    |
| Médailles d'or : 1      |                 |                 |             |         |
| Athlétisme              | 10 000 m femmes | Almaz Ayana     | or          | 12 août |
| Médailles d'argent : 2  |                 |                 |             |         |
| Athlétisme              | 1 500 m femmes  | Genzebe Dibaba  | argent      | 16 août |
| Athlétisme              | Marathon hommes | Feyisa Lilesa   | argent      | 21 août |
| Médailles de bronze : 5 |                 |                 |             |         |
| Athlétisme              | 10 000 m femmes | Tirunesh Dibaba | bronze      | 12 août |
| Athlétisme              | 10 000 m hommes | Tamirat Tola    | bronze      | 13 août |
| Athlétisme              | Marathon femmes | Mare Dibaba     | bronze      | 14 août |
| Athlétisme              | 5 000 m femmes  | Almaz Ayana     | bronze      | 20 août |
| Athlétisme              | 5 000 m hommes  | Hagos Gebrhiwet | bronze      | 20 août |

| Médailles par jour | Médailles par jour | Médailles par jour             | Médailles par jour                 | Médailles par jour                  | Médailles par jour |
| ------------------ | ------------------ | ------------------------------ | ---------------------------------- | ----------------------------------- | ------------------ |
| Jour               | Date               | Médaille d'or, Jeux olympiques | Médaille d'argent, Jeux olympiques | Médaille de bronze, Jeux olympiques | Total              |
| 1er                | 6 août             | 0                              | 0                                  | 0                                   | 0                  |
| 2e                 | 7 août             | 0                              | 0                                  | 0                                   | 0                  |
| 3e                 | 8 août             | 0                              | 0                                  | 0                                   | 0                  |
| 4e                 | 9 août             | 0                              | 0                                  | 0                                   | 0                  |
| 5e                 | 10 août            | 0                              | 0                                  | 0                                   | 0                  |
| 6e                 | 11 août            | 0                              | 0                                  | 0                                   | 0                  |
| 7e                 | 12 août            | 1                              | 0                                  | 1                                   | 2                  |
| 8e                 | 13 août            | 0                              | 0                                  | 1                                   | 1                  |
| 9e                 | 14 août            | 0                              | 0                                  | 1                                   | 1                  |
| 10e                | 15 août            | 0                              | 0                                  | 0                                   | 0                  |
| 11e                | 16 août            | 0                              | 1                                  | 0                                   | 1                  |
| 12e                | 17 août            | 0                              | 0                                  | 0                                   | 0                  |
| 13e                | 18 août            | 0                              | 0                                  | 0                                   | 0                  |
| 14e                | 19 août            | 0                              | 0                                  | 0                                   | 0                  |
| 15e                | 20 août            | 0                              | 0                                  | 2                                   | 2                  |
| 16e                | 21 août            | 0                              | 1                                  | 0                                   | 1                  |
| Total              | Total              | 1                              | 2                                  | 5                                   | 8                  |

| Médailles par sexe | Médailles par sexe             | Médailles par sexe                 | Médailles par sexe                  | Médailles par sexe |
| ------------------ | ------------------------------ | ---------------------------------- | ----------------------------------- | ------------------ |
| Sexe               | Médaille d'or, Jeux olympiques | Médaille d'argent, Jeux olympiques | Médaille de bronze, Jeux olympiques | Total              |
| Hommes             | 0                              | 1                                  | 2                                   | 3                  |
| Femmes             | 1                              | 1                                  | 3                                   | 5                  |
| Mixte              | 0                              | 0                                  | 0                                   | 0                  |
| Total              | 1                              | 2                                  | 5                                   | 8                  |

## Athlétisme

### Homme

#### Course
| Athlètes             | Compétitions         | Série          | Série | Demi-Finales  | Demi-Finales | Finale          | Finale             |
| Athlètes             | Compétitions         | Temps          | Rang  | Temps         | Rang         | Temps           | Rang               |
| -------------------- | -------------------- | -------------- | ----- | ------------- | ------------ | --------------- | ------------------ |
| Mohammed Aman        | 800 mètres           | 1 min 48 s 33  | 2e    | 1 min 46 s 14 | 8e           | Eliminé         | Eliminé            |
| Dawit Wolde          | 1 500 mètres         | 3 min 39 s 29  | 10e   | 3 min 41 s 42 | 10e          | Eliminé         | Eliminé            |
| Mekonnen Gebremedhin | 1 500 mètres         | 3 min 47 s 33  | 5e    | 3 min 40 s 69 | 6e           | Eliminé         | Eliminé            |
| Aman Wote            | 1 500 mètres         | DNS            | /     | Eliminé       | Eliminé      | Eliminé         | Eliminé            |
| Hagos Gebrhiwet      | 5 000 mètres         | 13 min 24 s 65 | 1er   | NC            | NC           | 13 min 04 s 35  | Médaille de bronze |
| Dejen Gebremeskel    | 5 000 mètres         | 13 min 19 s 67 | 3e    | NC            | NC           | 13 min 09 s 81  | 12e                |
| Muktar Edris         | 5 000 mètres         | 13 min 19 s 65 | 2e    | NC            | NC           | DSQ             | /                  |
| Tamirat Tola         | 10 000 mètres        | NC             | NC    | NC            | NC           | 27 min 06 s 26  | Médaille de bronze |
| Yigrem Demelash      | 10 000 mètres        | NC             | NC    | NC            | NC           | 27 min 06 s 27  | 4e                 |
| Abadi Hadis          | 10 000 mètres        | NC             | NC    | NC            | NC           | 27 min 36 s 34  | 15e                |
| Feyisa Lilesa        | Marathon             | NC             | NC    | NC            | NC           | 2 h 09 min 54 s | Médaille d'argent  |
| Lemi Berhanu         | Marathon             | NC             | NC    | NC            | NC           | 2 h 13 min 29 s | 13e                |
| Tesfaye Abera        | Marathon             | NC             | NC    | NC            | NC           | DNF             | /                  |
| Hailemariyam Amare   | 3 000 mètres steeple | 8 min 35 s 01  | 8e    | NC            | NC           | Eliminé         | Eliminé            |
| Chala Beyo           | 3 000 mètres steeple | 8 min 32 s 06  | 7e    | NC            | NC           | Eliminé         | Eliminé            |
| Tafese Seboka        | 3 000 mètres steeple | DSQ            | /     | NC            | NC           | Eliminé         | Eliminé            |

### Femmes

#### Course
| Athlète          | Compétition          | Série    | Série | Demi-finales | Demi-finales | Finale   | Finale             |
| ---------------- | -------------------- | -------- | ----- | ------------ | ------------ | -------- | ------------------ |
| Athlète          | Compétition          | Temps    | Rang  | Temps        | Rang         | Temps    | Rang               |
| Habitam Alemu    | 800 mètres           | 1:58.99  | 3e    | 2:00.07      | 6e           | Eliminé  | Eliminé            |
| Gudaf Tsegay     | 800 mètres           | 2:00.13  | 4e    | Eliminé      | Eliminé      | Eliminé  | Eliminé            |
| Tigist Assefa    | 800 mètres           | 2:00.21  | 5e    | Eliminé      | Eliminé      | Eliminé  | Eliminé            |
| Genzebe Dibaba   | 1 500 mètres         | 4:10.61  | 1er   | 4:03.06      | 1er          | 4:10.27  | Médaille d'argent  |
| Dawit Seyaum     | 1 500 mètres         | 4:05.33  | 1er   | 4:04.23      | 2e           | 4:13.14  | 8e                 |
| Besu Sado        | 1 500 mètres         | 4:08.11  | 6e    | 4:05.19      | 4e           | 4:13.58  | 9e                 |
| Almaz Ayana      | 5 000 mètres         | 15:04.35 | 1er   | NC           | NC           | 14:33.59 | Médaille de bronze |
| Senbere Teferi   | 5 000 mètres         | 15:17.43 | 2e    | NC           | NC           | 14:43.75 | 5e                 |
| Ababel Yeshaneh  | 5 000 mètres         | 15:24.38 | 8e    | NC           | NC           | 15:18.26 | 14e                |
| Almaz Ayana      | 10 000 mètres        | NC       | NC    | NC           | NC           | 29:17.45 | Médaille d'or      |
| Tirunesh Dibaba  | 10 000 mètres        | NC       | NC    | NC           | NC           | 29:42.56 | Médaille de bronze |
| Gelete Burka     | 10 000 mètres        | NC       | NC    | NC           | NC           | 30:26.66 | 8e                 |
| Mare Dibaba      | Marathon             | NC       | NC    | NC           | NC           | 2:24:30  | Médaille de bronze |
| Tirfi Tsegaye    | Marathon             | NC       | NC    | NC           | NC           | 2:24:47  | 4e                 |
| Tigist Tufa      | Marathon             | NC       | NC    | NC           | NC           | DNF      | /                  |
| Sofia Assefa     | 3 000 mètres steeple | 9:18.75  | 2e    | NC           | NC           | 9:17.15  | 5e                 |
| Etenesh Diro     | 3 000 mètres steeple | 9:34.70  | 7e    | NC           | NC           | 9:38.77  | 15e                |
| Hiwot Ayalew     | 3 000 mètres steeple | 9:35.09  | 7e    | NC           | NC           | Eliminé  | Eliminé            |
| Askale Tiksa     | 20 km marche         | NC       | NC    | NC           | NC           | 1:44:15  | 61e                |
| Yehualye Beletew | 20 km marche         | NC       | NC    | NC           | NC           | DSQ      | /                  |

## Cyclisme

### Cyclisme sur route
| Athlète      | Compétition            | Temps       | Rang |
| ------------ | ---------------------- | ----------- | ---- |
| Tsgabu Grmay | Course en ligne hommes | non terminé | NC   |